# Entente de district de football de Cataractes
 (juin 2022).
L’Entente de district de football de Cataractes (EDFCAT) est la l'entité de football de haut niveau du district de Cataractes. Chaque année, des clubs de l'EDFCAT sont relégués vers le Cercle de Football de Mbanza-ngungu, de Songololo et de Kwilu-ngongo, et les promus montent en championnat provincial de la LIFKOCE. Cette ligue fait partie de la Fédération congolaise de football association (FECOFA).

## Palmarès
- 2004 : SC Cilu (Lukala)[2]
- 2007 : SC Cilu (Lukala) [2]